# Caspar Friedrich von Hofmann

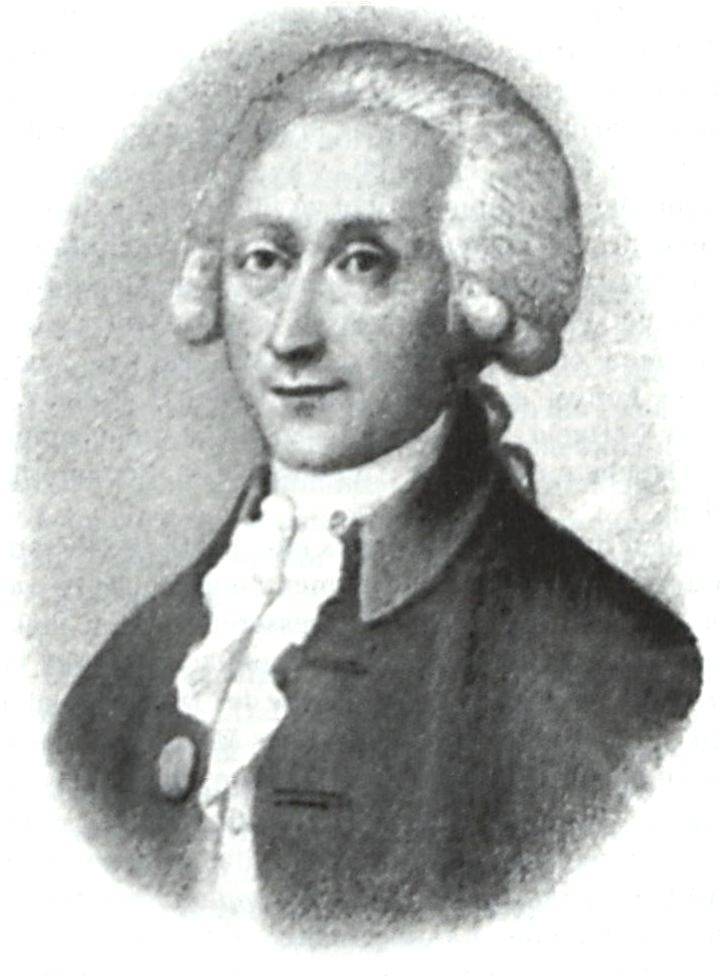
Caspar Friedrich von Hofmann

Caspar Friedrich von Hofmann (* 1740 in Wetzlar; † 28. November 1814 ebenda) war Jurist, Prokurator am Reichskammergericht und preußischer geheimer Kriegsrat.

## Leben
Laufbahn als Jurist
Caspar Friedrich (von) Hofmann war der Sohn des kaiserlichen Kammergerichtsadvokaten und Prokurators in Wetzlar, Georg Melchior Hofmann (1688–1781) und entstammte einer Juristenfamilie. Er wurde evangelisch getauft und hatte zunächst Privatunterricht bei Johannes Matthäus Stein aus Langenschwalbach. Nach kurzem Studium in Marburg und 1759 in Göttingen wurde er 1760 Doktor der Rechte. Höher als das Studium angesehen war jedoch sein zweijähriges Praktikum beim renommierten Juristen Johann Stephan Pütter in Göttingen. Er zog dann nach Wetzlar, unterhielt eine Kanzlei und war ein angesehener Advokat für hohe fürstliche und adelige Klienten und Magistrate, wie die Landgrafschaft Hessen-Darmstadt, die Grafen von der Schulenburg und andere. Er war Rechtskonsulent der Reichsstadt Frankfurt.
Prominente Klienten
Ab 8. Mai 1761 war er Kammergerichts-Advokat. Er war ab 11. Oktober 1769 bis 1806 als Prokurator am Reichskammergericht in Wetzlar tätig. Ab 1776 war er der von Friedrich II. bestallte Vertreter von Brandenburg-Preußen am Reichskammergericht, pflegte einen regen Briefwechsel mit Minister Ewald Friedrich von Hertzberg und war preußischer Geheimer Kriegsrat. Im November 1789 war er als Vertreter der Lütticher Stände und preußischer Agent der Gegner des bischöflichen Anwalts Christian Jacob von Zwierlein. Im Jahre 1793 wurde ihm jedoch seitens des Assessors Freiherr von Weinbach im Auftrag des Carl Theodor von Bayern die Nachfolge Zwierleins als Prokurator in einem Rechtsstreit gegen die Reichsstadt Nürnberg angeboten, die jedoch selbst bereits zu Hofmanns Mandanten zählte. Auch vermögende private Klienten, wie den von 1792 bis 1802 als Oberappellant auf Gleichberechtigung klagenden Hamburger Kaufmann Lorenz Levin Salomon Fürst, vertrat Hofmann mit Anteilnahme und großem Einsatz.
Anwesen in Wetzlar

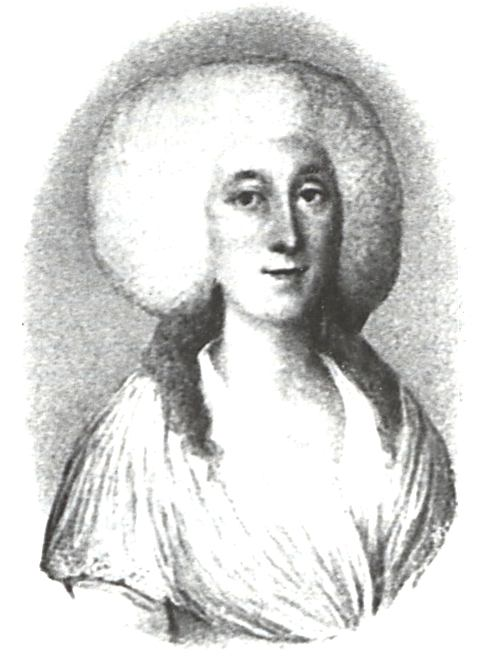
Johannette Elisabeth von Hofmann

1765 heiratete er Johannette Elisabeth Freudenberger, mit der er 11 Kinder hatte. In Wetzlar wohnte und arbeitete er im 1695 gebauten weitläufigen Hause der Familie in der Pariser Gasse, in dem die Familie Hofmann öfters hohen Besuch beherbergte, wie 1711 den Kurfürsten Johann Wilhelm von der Pfalz und 1767 den sachsen-gothaischen Legationsrat Philipp von Gemmingen. Weitere Gäste waren der braunschweigische Legationsrat Gotter und der spätere Staatsminister Heinrich Friedrich Karl vom und zum Stein. Caspar Friedrich von Hofmann war jedoch ein aufgeklärter Denker und sympathisierte mit Idealen der französischen Revolution. Er verfasste zahlreiche juristische Schriften sowie 1799 die Familienchronik „Nachrichten von der Hofmannschen Familie zu Wezlar, Frankfurt und Braunfels“. Durch den in Jahren mit hohen Geschäftsanfällen erarbeiteten Wohlstand konnte die Familie noch zwei weitere Häuser mit Remisen und Stallungen in der Umgegend, Pariser Gasse 8 und Kleine Pariser Gasse, erwerben und lukrativ vermieten.
Als Mitglied der seinerzeit einflussreichen Wetzlarer Freimaurerloge war Hofmann in ein weitgespanntes Netz bedeutender Persönlichkeiten eingebunden.

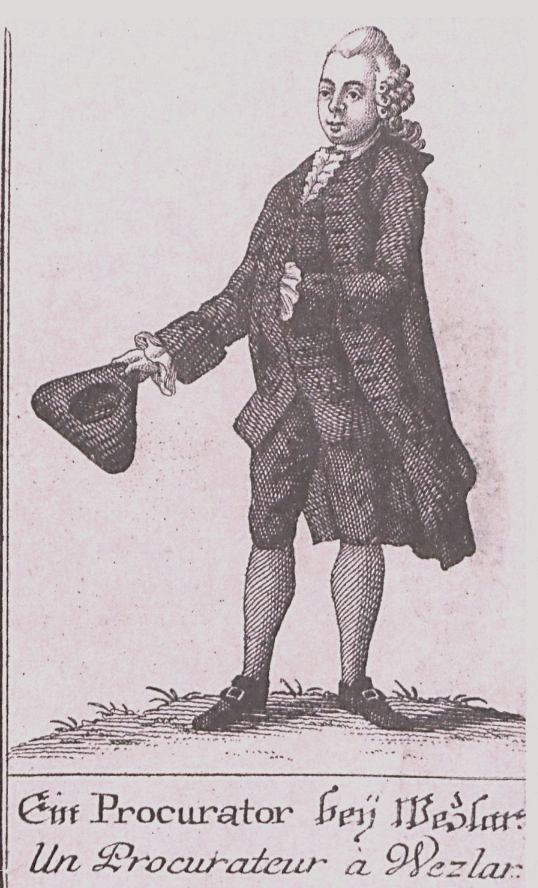
Prokuratoren-Tracht

## Familie

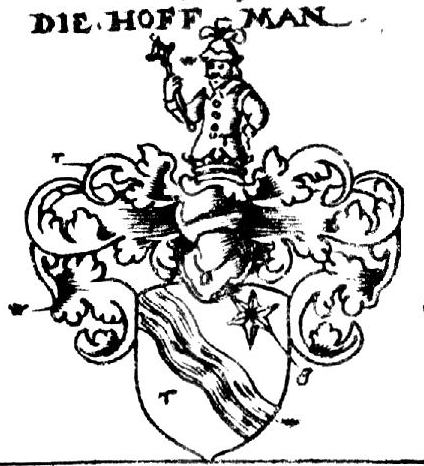
Wappen derer von Hofmann (Hoffman)

Die Familie Hofmann kam aus dem hessischen Raum um Marburg. Am 18. Juni 1598 hatte Michael Hofmann in Prag einen Wappenbrief von Kaiser Rudolf II erhalten, wobei dieses Wappen auch nach der Nobilitierung 1778 beibehalten wurde. Das Wappen zeigt im Schild in Rot einen schrägrechten gewellten silbernen Balken, begleitet oben von einem goldenen Stern, und aus dem mit rot-silbernen Decken versehenen, gekrönten Helm erwächst ein rot mit silbernen Stulpen und Kragen gekleideter, golden umgürteter Landsknecht mit silbern-gestülpter, mit drei Straußenfedern (rot, silbern, rot) besetzter roter Mütze, welcher in der erhobenen Rechten einen Pusikan hält und die Linke in die Seite stützt.
Einer der direkten Nachfahren des Michael Hofmann war der, aktuell nicht namentlich bekannte, Vater des Johann Friedrich Hofmann, der in Gießen Jura studiert hatte, Schulrektor wurde, und 1674, wie das Reichskammergericht selbst, von Esslingen am Neckar nach Speyer gezogen war.
- Johann Friedrich Hofmann (1660–1735), reformierten Bekenntnisses, Studium in Straßburg, Prokurator 1693 bis 1733 und ab 1699 Vertreter von Brandenburg-Preußen am Reichskammergericht in Wetzlar
  - Philipp Ernst Hofmann (1692–1764), solms-braunfelsischer Regierungsrat, 2 Töchter
  - Anna Dorothea Hofmann; ⚭ Johann Paul Besserer (1691–1762)

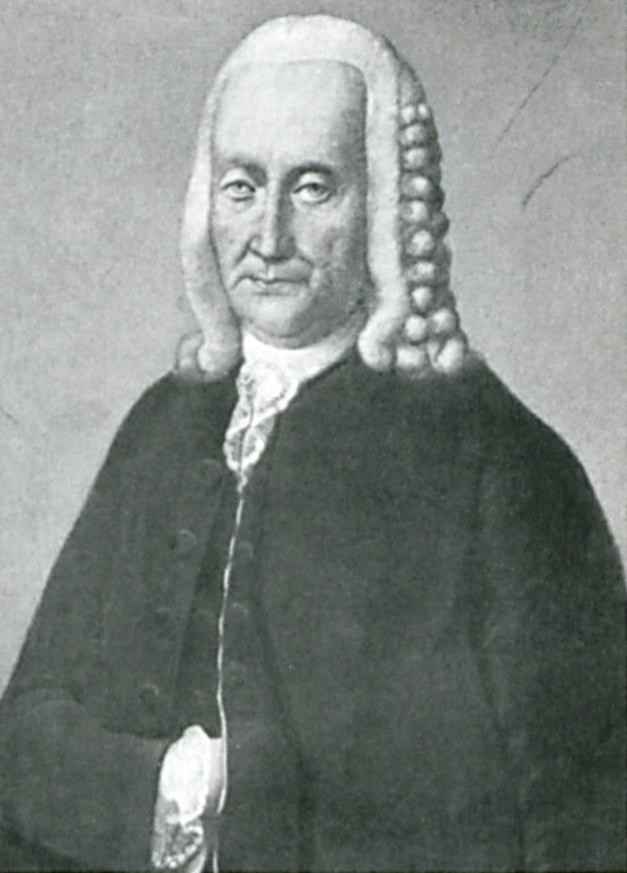
Georg Melchior von Hofmann (1688–1781)

  - Georg Melchior von Hofmann (1688–1781) Georg Melchior von Hofmann (* 1688 in Speyer; † 19. Mai 1781 in Wetzlar), Kammergerichtsadvokat, ab 1717 Prokurator am Reichskammergericht in Wetzlar. Vertreter des Herzogs Carl Eugen, der Fürsten von Anhalt, der Grafen Solms-Braunfels und der Reichsstadt Frankfurt. Reichsadelsstand 1778, hatte einen Sohn und eine Tochter
    - Dorothea Wilhelmina Hofmann (1743–1776); ⚭ Prokurator Johann Gottlob Fürstenau
      - Johanna Fürstenau, ⚭ Kaufmann Johann Jacob XI. Waldschmidt (1762–1850), Bürgermeister in Wetzlar

    - Caspar Friedrich von Hofmann (1740–1814); ⚭ 1765 Johannette Elisabeth Freudenberger. 11 Kinder
      - Maria Anna von Hofmann; ⚭ in Wetzlar mit Gastwirtsohn und Prokurator Jakob Sebastian Frech (1757–1831)
        - Johann Friedrich Frech (* 21. März 1796 in Wetzlar; † 24. März 1881 in Berlin), Richter und Parlamentarier

      - Friedrich Wilhelm von Hofmann (1766–1828), studierte in Göttingen, Doktor der Rechte, Praktikum bei Pütter, übernahm die väterliche Kanzlei, 1789 Advokat, November 1797 Rat und Legationssekretär der Stadt Frankfurt bei der Reichsfriedensdeputation zu Rastatt, ab 1799 Prokurator am Reichskammergericht zu Wetzlar, auch königlich-preußischer Hofrat
      - Georg Wilhelm von Hofmann (1777–1860); um 1813 Oberstleutnant in russischen Diensten, später preußischer General
        - Marie Elisabeth Friederike Wilhelmine Sophie von Hofmann (* 5. Oktober 1819; † 26. Dezember 1890), Schwiegertochter des François Louis von Chappuis

      - Juliane Wilhelmine von Hofmann (1768–1844); ⚭ 1792 in Frankfurt mit Carl Ludwig Böhmer (* 29. August 1744 Zweibrücken, † 27. November 1817 Frankfurt), ehem. Hofrat in Lauterecken, ging 1792 nach Wetzlar und von dort 1793 nach Frankfurt, Kanzleidirektor ebenda, hatte 5 Kinder
        - Carl Böhmer (* und † 1793)[7]
        - Johann Friedrich Böhmer (1795–1863), Stadtarchivar sowie Historiker
        - Charlotte Friederike Juliane Böhmer (1796–1811)
        - Friederike Böhmer (später verh. Freudenberg, * 1798)
        - Johann Friedrich Georg Böhmer, gen. Jean (1799–1851), Jurist, 1834 Senator (Verfasser einer Geschichte der Kirchenbuchführung in Frankfurt)